# Sbordonia
Sbordonia is een geslacht van hooiwagens uit de familie Stygnopsidae.
De wetenschappelijke naam Sbordonia is voor het eerst geldig gepubliceerd door Silhavý in 1977. 

## Soorten
Sbordonia omvat de volgende 2 soorten:
- Sbordonia armigera
- Sbordonia parvula